# Různonožci

Stavba těla různonožce

Různonožci (Amphipoda) jsou řád korýšů.
Jsou to velmi hojní obyvatelé přílivové zóny oceánů. Můžeme se s nimi setkat pod kameny nebo přímo na pobřeží. Ve dne jsou schovaní v tmavých koutech, aktivní jsou v noci. Některé druhy (např. Talitrus saltator) mohou dorůstat velikosti až 30 cm. Jsou většinou mořští, ale existují i sladkovodní. Popsáno asi 3600 druhů, podle jiných zdrojů až 6000 nebo 7000 druhů. Fauna Česka zahrnuje 8 druhů (sladkovodních) různonožců.

## Popis
Tělo různonožce se dělí na hlavu, hruď a zadeček. Hlava má 2 páry tykadel: antenuly a antény. Hlava je srostlá s jedním hrudním článkem v hlavohruď. Hruď má volných 7 hrudních článků, na nichž jsou končetiny. Na zadečku jsou 3 páry plovacích nožek a 3 páry skákacích nožek. Na konci zadečku je rozvětvený telson.[zdroj?]

## Potrava
Živí se mrtvými organismy a částicemi detritu. Jiní ale požírají řasy a speciálně se přizpůsobili k pohybu mezi houštinami (stojí vzpřímeně na rostlinách, maskováni jako malé větvičky a lapají mohutnými končetinami nic netušící plující kořist).

## Rozmnožování
Všechny samičky různonožců mají na břiše váček, ve kterém je potomstvo. Zde prodělávají přímý vývoj.[zdroj?] Mají malý počet potomků, ale vyrovnává se to tím, že jsou schopni se rozmnožovat vícekrát do roka.